# Osvaldo Laport
Osvaldo Laport, all'anagrafe Rubens Osvaldo Jesús Udaquiola Laport (Juan Lacaze, 12 agosto 1956), è un attore uruguaiano residente in Argentina, noto a livello internazionale soprattutto per i suoi ruoli da protagonista o secondari in varie telenovelas argentine e venezuelane.

## Biografia
Tra le produzioni televisive a cui ha partecipato, si ricordano: Ti chiedo perdono (1988), con Grecia Colmenares; Renzo e Lucia - Storia d'amore di un uomo d'onore (1991) con Luisa Kuliok; Milagros (1993), con Grecia Colmenares e Luisa Kuliok, ecc.
È ambasciatore dell'Alto commissariato delle Nazioni Unite per i rifugiati.

## Vita privata
È sposato con la collega Viviana Sáez. La coppia ha una figlia, Jazmin.

## Filmografia parziale

### Cinema
- Maldita cocaína - Cacería en Punta del Este - Danny Fusco (2001)

### Televisione
- Illusione d'amore (Cara a cara) (1983)
- Lucía Bonelli (1984)
- Amore proibito (Amor proibito) (1986)
- Per Elisa (Tu mundo y el mío) (1987)
- Stellina (Estrellita mia) (1987)
- Ti chiedo perdono; altro titolo: Pasiones - La nuova storia di Maria (Pasiones) (1988)
- Piccola Cenerentola (Pobre diabla) (1990)
- Renzo e Lucia - Storia d'amore di un uomo d'onore; altro titolo: Renzo e Lucia oppure: Un amore impossibile (Cosecharás tu siembra) (1991)
- Milagros (Màs allà del horizonte) (1993)
- La voce del Signore (El día que me quieras) (1994)
- El último verano (1996)
- Top Model (90-60-90 modelos) (1996)
- Susana Giménez (1998)
- Campeones de la vida (1999)
- Franco Buenaventura, el profe (2002)
- Soy gitano (2003)
- Amor en custodia (2005)
- Collar de esmeraldas (2006)
- Son de Fierro (2007)
- Socias (2008)
- Alguien que me quiera (2010)
- Los únicos (2011) - (partecipazione speciale)
- Sos mi hombre (2012-2013)
- Mis amigos de siempre (2013)

## Premi e riconoscimenti
- Premio Martín Fierro
  - 1999 Vincitore Miglior attore protagonista di commedia Campeones de la vida
  - 2001 Nominato Miglior attore protagonista di commedia Campeones de la vida
  - 2005 Vincitore Miglior attore protagonista di telenovela Amor en custodia
  - 2006 Nominato Miglior attore protagonista di una telenovela Collar de esmeraldas
  - 2007 Nominato Miglior attore protagonista di commedia Son de Fierro
  - 2012 Nominato Partecipazione speciale in fiction Sos mi hombre

## Doppiatori italiani
- Stefano Benassi in: Piccola Cenerentola, Renzo e Lucia - Storia d'amore di un uomo d'onore e Milagros.
- Donato Sbodio in: Per Elisa.
- Michele Di Mauro in: Ti chiedo perdono e Stellina.[4][5]
- Luca Ward in: La voce del Signore.[6]